# 横浜ステーシヨンビル
株式会社横浜ステーシヨンビル（よこはまステーシヨンビル（ヨは大字））は、神奈川県横浜市中区に本社を置いていた商業施設運営企業。
かつては相鉄グループの企業であったが、2004年12日に相模鉄道の全所有株式を東日本旅客鉄道（JR東日本）が譲り受けて、東日本旅客鉄道の子会社（連結子会社）となった。2024年4月1日に、湘南ステーションビル（現・JR横浜湘南シティクリエイト）に吸収合併され、当社の法人格は消滅した。

## 沿革

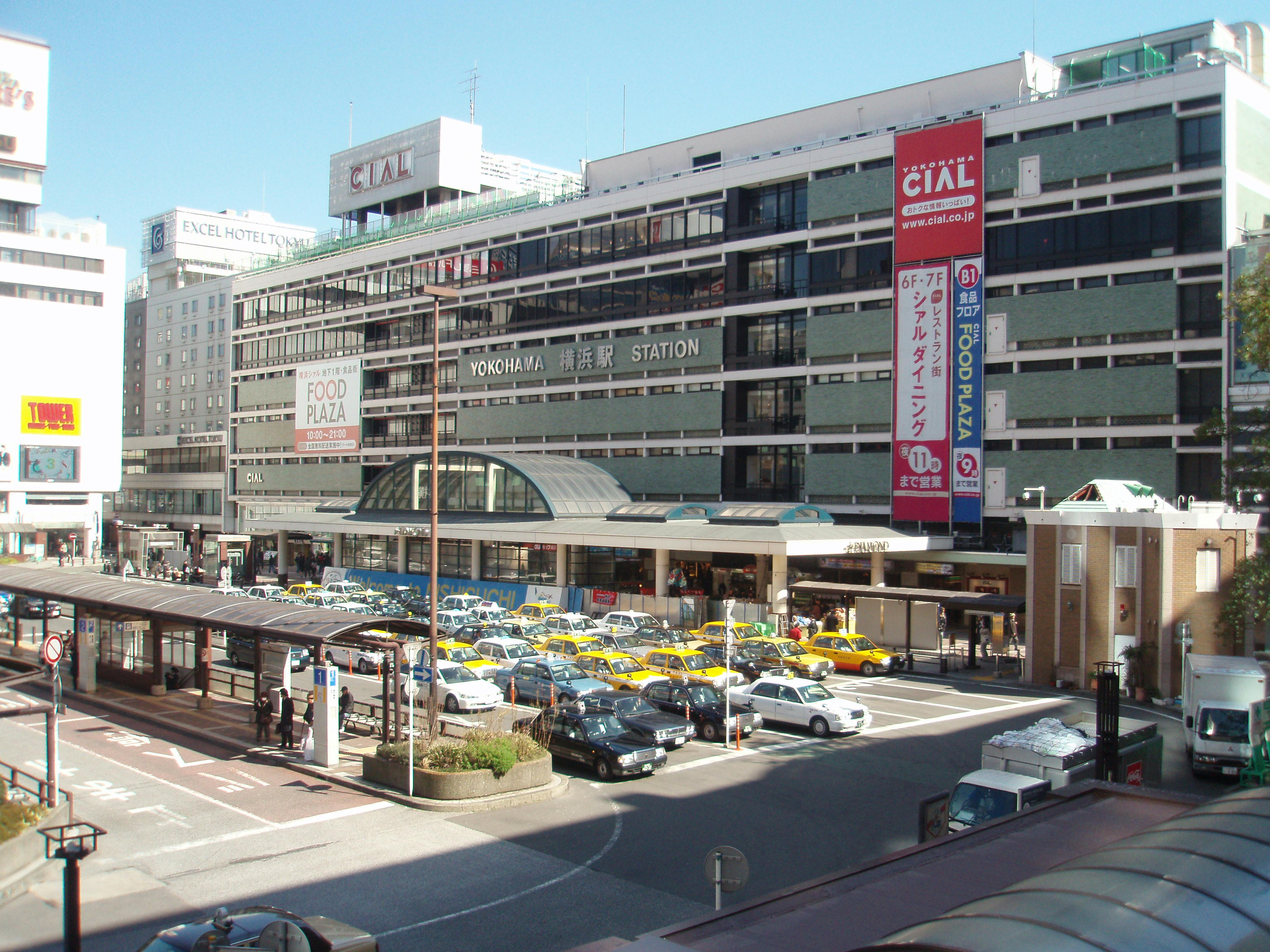
横浜CIAL（旧：横浜ステーションビル）

本節では企業の歴史について記述する。建物の歴史については「CIAL#沿革」を参照。横浜駅西口の歴史については「横浜駅#横浜駅周辺開発の歴史」を参照。
- 1961年2月3日 - 相模鉄道と崎陽軒のそれぞれが計画していた国鉄横浜駅西口駅舎の建設計画を統合し、相模鉄道（40%）・鉄道弘済会（30%）・崎陽軒（20%）・東京急行電鉄（10%）の4社の共同出資で株式会社横浜ステーシヨンビルを設立[3][4]。資本金1億円。社長には相模鉄道社長の鳥居菊造が就任[5][6]。
- 1962年11月23日 - 民衆駅として横浜駅西口駅舎「横浜ステーションビル」が開業[7][8]（のち「シァル」を経て「横浜CIAL」と改称）。
  - ビル内のボウリング場「横浜駅ビルボール」[6]は、相鉄興業と横浜ステーシヨンビルの共同出資で設立された「株式会社横浜ボーリングセンター」が運営。同社は後に相鉄ボール株式会社に社名変更し、さらにボウリング場の廃業に伴い1979年7月1日、株式会社相栄に社名変更した。その後、社名変更・吸収合併を経て、現在は相鉄ローゼン株式会社となっている。
  - そのほか、相高横浜駅店（相鉄ローゼンの前身）[9]などが出店。開業時には「シァル」の名称はなく[7][8]、屋上にあった花時計にちなみ「花の駅ビル」とも呼ばれていた[7][8]。
- 1981年10月 - 国鉄が資本参加[10]。
- 1982年11月 - 施設名を「横浜ステーションビル」から「シァル」に変更[10]。
- 1987年4月1日 - 国鉄分割民営化により東日本旅客鉄道（JR東日本）が発足、国鉄横浜駅がJR東日本の駅となる。
- 1992年11月 - 筆頭株主が東日本旅客鉄道になる[10]。
- 2000年11月22日 - バブル崩壊後の鉄道輸送人員減少や地価下落などを受け、相模鉄道が新経営管理体制を発表。持株会社化によるグループ再編の方針を掲げ、不採算事業の見直しや撤退を含むグループ会社の統合を進めるとした[11]。
- 2004年12月27日 - JR東日本からの要請を受け、相模鉄道が、保有株式のうち15.75%をJR東日本へ譲渡。横浜ステーシヨンビルは子会社の横浜駅ビル商事株式会社・横浜駅ビル建物株式会社とともに相鉄グループから離脱し、JR東日本グループとなる[12]。
- 2007年3月 - 港南台駅に「プチール港南台」が開業[10]。
- 2009年
  - 4月 - 鹿島田駅の「EKiST鹿島田」・保土ヶ谷駅の「EKiST保土ヶ谷」・鎌倉駅の「EKiST鎌倉」を承継[10]。
  - 10月 - 東神奈川駅に「CIAL PLAT東神奈川」が開業[10]。
- 2011年3月27日 - 横浜駅周辺再開発事業「エキサイトよこはま22」により、横浜CIALが閉館[13]。
- 2012年11月1日 - CIAL鶴見が開業[10][14][15][16][17]。
- 2014年
  - 7月16日 - CIAL桜木町が開業[10][18][19][19][20]。
- 2015年12月 - 「EKiST保土ヶ谷」を「CIAL保土ヶ谷」に改称[10]。
- 2017年3月22日 - 「EKiST鎌倉」を改装し、CIAL鎌倉が開業[10][21]。
- 2018年9月 - 菊名駅に「CIAL菊名」が開業[10]。
- 2020年
  - 6月18日 - 横浜CIAL・横浜エクセルホテル東急跡地に「JR横浜タワー」が竣工し、ビル内に「CIAL横浜」が開業[22][23][24]。また同日、JR横浜タワーの別館として建設された「JR横浜鶴屋町ビル」に「CIAL横浜 ANNEX」が開業[23][24]。
  - 6月27日 - 桜木町駅のJR桜木町ビル低層部に「CIAL桜木町 ANNEX」が開業[10][25][26]。
- 2024年4月1日 - JR東日本グループ事業の再編に伴い、湘南ステーションビル株式会社（現・株式会社JR横浜湘南シティクリエイト）に吸収合併され、当社は解散し法人格消滅[2]。

## 事業所
本社・事務所
- 横浜市中区本町二丁目22番
京阪横浜ビル（旧 日本生命横浜本町ビル）8階

本社旧所在地
- 横浜市西区南幸一丁目1番1号

## 業務内容
- 店舗・事務所の管理及び運営
- 不動産賃貸業
- 専売物の販売及び食料品・雑貨を含む一般商品の販売
- 広告代理業務
- 宝くじ、テレホンカード及び音楽コンサート・演劇・映画・スポーツなど各種催物の入場券、チケットなどの委託販売
- 食堂・喫茶及びその他娯楽施設の経営
- 駅ビル・商業施設の管理及び運営
  - CIAL（シァル）ブランドで下記施設を展開
CIAL鶴見（鶴見駅ビル）、CIAL PLAT 東神奈川（東神奈川駅ビル）、CIAL鎌倉（鎌倉駅ビル）、CIAL保土ヶ谷（保土ケ谷駅ビル）、CIAL菊名（菊名駅ビル）、CIAL桜木町（桜木町駅併設・高架下商業施設、近隣のJR桜木町ビル内にCIAL桜木町 ANNEXも開設）
2020年には横浜駅西口再開発ビル計画における商業施設として駅前棟「JR横浜タワー」内にCIAL横浜、鶴屋町棟「JR横浜鶴屋町ビル」内にCIAL横浜 ANNEXがそれぞれ開業[27]
  - エキスト鹿島田（鹿島田駅ビル）
  - プチール港南台（港南台駅ビル）
- 駐車場の管理・運営（JR横浜鶴屋町ビル）

## 関連会社
- 横浜駅ビル建物株式会社（2014年4月1日、横浜駅ビル商事株式会社を吸収合併）
- 横浜駅ビル商事株式会社（2014年4月1日、横浜駅ビル建物株式会社へ吸収合併により消滅）